# Mastigoniscus gratissimus
Mastigoniscus gratissimus är en kräftdjursart som först beskrevs av Menzies och George 1972.  Mastigoniscus gratissimus ingår i släktet Mastigoniscus och familjen Haploniscidae. Inga underarter finns listade i Catalogue of Life.